# Lennox Berkeley
Lennox Randal Francis Berkeley (Boar’s Hill, bij Oxford, 12 mei 1903 – Londen, 26 december 1989) was een Britse componist en muziekpedagoog.

## Levensloop
In 1909 vertrok de familie van Captain Hastings George Fitz Hardinge Berkeley en Aline Carla Berkeley Harris met haar zoon Lennox van Melfort Cottage naar Oxford. Berkeley ontving zijn opleiding op de Gresham School in Holt, Norfolk en vanaf 1922 op Merton College aan de Universiteit van Oxford, waar hij moderne talen en orgel studeerde. In Oxford raakte hij bekend met Maurice Ravel en die gaf hem het advies in Parijs te gaan studeren. 
In 1927 vertrok Berkeley naar Parijs om zijn studies te vervolgen bij Nadia Boulanger. Daar maakte hij kennis met Francis Poulenc, Igor Stravinsky, Darius Milhaud, Arthur Honegger en Albert Roussel. In 1928 begeleidde hij Maurice Ravel op zijn reis door Engeland, waar Ravel onder andere zijn Doctor of Music behaalde. In 1932 voltooide Berkeley zijn studies bij Boulanger. Aansluitend vertrok hij samen met zijn moeder naar de Riviera.
In 1935 keerde hij terug naar Engeland en vestigde zich in Londen. Tijdens de Tweede Wereldoorlog werkte hij bij de BBC en hij werd later president van de Performing Rights Society. In 1942 werd zijn huis in Londen gebombardeerd, waarbij de partituren van zijn vroege werken werden vernietigd. In 1943 ging zijn Symfonie no. 1, op. 16 bij de Proms in première.
In december 1946 huwde hij Elizabeth Freda Bernstein.
Van 1946 tot 1968 was hij professor voor compositie aan het Royal Academy of Music. In 1967 werd hij met de Ordre de Merite Culturel in Monaco onderscheiden. In 1970 werd hij eredoctor van de Universiteit van Oxford. In 1974 werd hij geridderd. Hij was lang bevriend met Benjamin Britten met wie hij samen enkele composities schreef. Hij overleed in 1989 in Londen in het Charles Hospital, Ladbrokc Grove aan de gevolgen van de ziekte van Alzheimer, waaraan hij sinds 1985 leed.
Zijn zoon Michael Berkeley werd ook componist.

## Composities

### Werken voor orkest
- 1937 Mont Juïc, suite, op. 9 (samen met Benjamin Britten)
  1. Andante maestoso (Berkeley, Op. 9, nr. 1)
  2. Allegro grazioso (Berkeley, Op. 9, nr. 2)
  3. Lament: Andante moderato (Britten, Op. 12, nr. 1)
  4. Allegro molto (Britten, Op. 12, nr. 2)
- 1938 Introduction & Allegro, voor twee piano's en orkest, op. 11
- 1939 Serenade, voor strijkers, op. 12
  1. Vivace
  2. Andantino
  3. Allegro moderato
  4. Lento
- 1940 Symfonie nr. 1, voor orkest, op. 16
  1. Allegro moderato - Meno mosso
  2. Allegretto
  3. Lento
  4. Allegro - Un poco più vivo
- 1943 Divertimento in Bes, voor orkest, op. 18
  1. Prelude
  2. Nocturne
  3. Scherzo
  4. Finale
- 1956 rev. 1976 Symfonie nr. 2
- 1969 Symfonie nr. 3, op. 74
- Antiphon, voor strijkorkest, op.85
- Concerto in Bes, voor piano en orkest, op.29
- Concert voor 2 piano's en orkest, op. 30
- Concerto, voor fluit en kamerorkest, op. 36
- Concerto, voor piano en dubbel strijkorkest, op. 46
- Concerto, voor viool en kamerorkest, op. 59
- Concerto, voor gitaar en klein orkest, op. 88
- Diana and Actaeon Waltz, voor orkest, op. 81 nr. 2
- Overture, voor orkest, op. 8
- Partita, voor kamerorkest, op. 66
- Sinfonietta, op. 34
- Suite uit de opera "Nelson", voor orkest, op. 42
- Vijf stukken, voor viool en orkest, op. 56
- Voices of the Night, voor orkest, op.86
- Windsor Variations, voor kamerorkest, op.75
- Orkestratie van de Sonate voor fluit en piano van Francis Poulenc, op. 93 nr. 2

### Missen, cantates, oratoria en gewijde muziek
- 1933 Jonah, oratorium, op. 3
- 1937 Domini est Terra, voor gemengd koor en orkest, op. 10
- 1947 4 gedichten van Theresia van Ávila , voor alt en strijkorkest, op. 27, gecomponeerd voor Kathleen Ferrier
- 1947 Stabat Mater, voor solisten, gemengd koor en orkest, op.28
- 1960 Missa Brevis, voor gemengd koor en orgel, op. 57 
  1. Kyrie
  2. Gloria
  3. Sanctus
  4. Benedictus
  5. Agnus Dei
- Batter my heart, voor sopraan solo, gemengd koor, orgel en kamerorkest, op. 60 nr. 1
- Crux Fidelis, voor tenor solo en gemengd koor, op. 43 nr. 1
- Look up sweet babe, voor sopraan en gemengd koor, op. 43 nr. 2
- Sweet was the song, voor gemengd koor en orgel, op. 43 nr. 3
- Lord, when the sense of thy sweet grace, voor gemengd koor en orgel, op. 21 nr. 1
- Magnificat, voor gemengd koor, orgel en orkest, op. 71
- Magnificat en Nunc Dimittis, voor gemengd koor en orgel, op. 99
- Mis, voor vijf solisten (SSATB), op. 64
  1. Kyrie
  2. Gloria
  3. Sanctus
  4. Benedictus
  5. Agnus Dei
- Salve Regina, voor eenstemmig koor en orgel, op. 48 nr. 1
- Sion's daughters, sons of Jerusalem, voor gemengd koor en orgel, op. 21 nr. 2
- Una and the lion, cantate voor sopraan, sopraanblokfluit, viola da gamba, en klavecimbel

### Muziektheater

#### Opera's
| Voltooid in | titel                              | aktes       | première                                    | libretto                                            |
| ----------- | ---------------------------------- | ----------- | ------------------------------------------- | --------------------------------------------------- |
| 1954        | Nelson, op. 41                     | 3 bedrijven | 1954, Londen, Sadler's Wells Theatre        | Alan Pryce-Jones                                    |
| 1954        | A Dinner Engagement, op. 45        | 1 akte      | 17 juni 1954, Aldeburgh, Aldeburgh Festival | Paul Edward Dehn                                    |
| 1956        | Ruth, (Bijbels schilderij), op. 50 | 3 scènes    | 2 oktober 1956, Londen, Scala Theatre       | Eric Grozier                                        |
| 1967        | Castaway, op. 68                   | 1 akte      | 1967, Aldeburgh                             | Paul Dehn naar het verhaal van Odysseus en Nausicaa |
|             | Faldon Park                        | 2 aktes     | (niet voltooid)                             |                                                     |

#### Balletten
| Voltooid in | titel                                | aktes | première | libretto | choreografie |
| ----------- | ------------------------------------ | ----- | -------- | -------- | ------------ |
| 1938        | The Judgement of Paris, op. 10 nr. 2 |       |          |          |              |

### Werken voor koor
- Colonus’ Praise, voor gemengd koor en orkest, op. 31

### Vocale muziek
- 1958 Vijf gedichten van Wystan Hugh Auden, op. 53 
  1. Lauds (Among the leaves the small birds sing)
  2. O Lurcher - loving collier
  3. What's in your mind, my dove, my coney?
  4. Eyes look into the well
  5. Carry her over the water
- Chinese Songs, liederen cyclus, op.78
- Variations on a hymn-tune by Orlando Gibbons, voor tenor, gemengd koor, strijkers en orgel, op. 35

### Kamermuziek
- 1953 Trio voor hoorn, viool en piano
- 1978 Flute Sonata, op.97
- Sonatina, voor hobo en piano, op.61
- Strijkkwartet nr. 1, op. 6
- Strijkkwartet nr. 2, op. 15
- Strijkkwartet nr. 3, op. 76

### Werken voor orgel
- Drie stukken, op. 72 nr. 1
- Fantasia, op. 92

### Werken voor piano
- Bagatelle, voor twee piano's, op. 101 nr. 1
- Improvisation on a theme of Manuel de Falla, op. 55 nr. 2
- Prelude en Capriccio in A groot, op. 95
- Zes preludes, op. 23
  1. Allegro
  2. Andante
  3. Allegro moderato
  4. Allegretto
  5. Allegro
  6. Andante

### Werken voor klavecimbel
- Prelude & Fugue, op. 55 nr. 3

### Werken voor harp
- Nocturne, op. 62 nr. 2

### Werken voor gitaar
- Thema & variaties, op. 77
- Sonatine, op. 51